# Grimselpass
Grimsel (fr. Col du Grimsel, wł. Passo del Grimsel, niem. Grimselpass) – przełęcz w Alpach Berneńskich na wysokości 2165 m n.p.m. Przełęcz ta łączy Innertkirchen w kantonie Berno na północy z Gletsch w kantonie Valais na południu. Niedaleko przełęczy znajdują się źródła Rodanu, w okolicach lodowca Rhonegletscher.

## Galeria

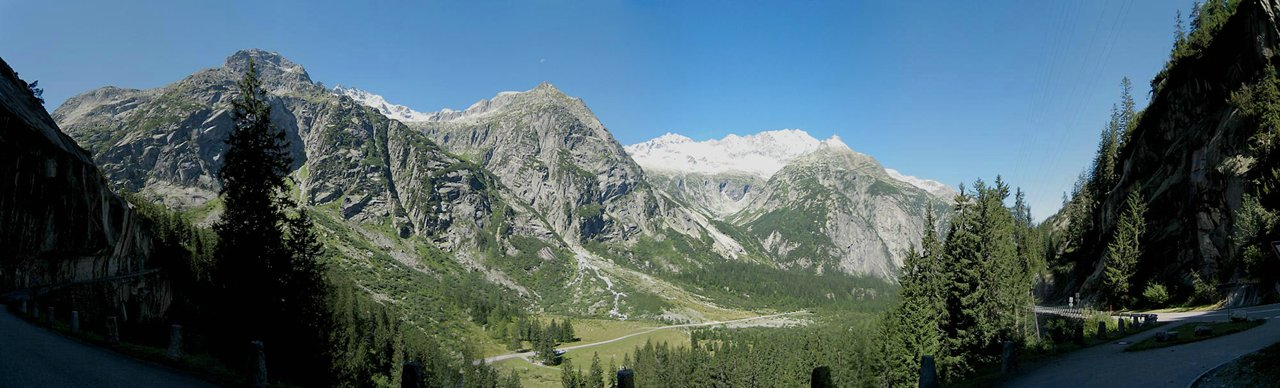

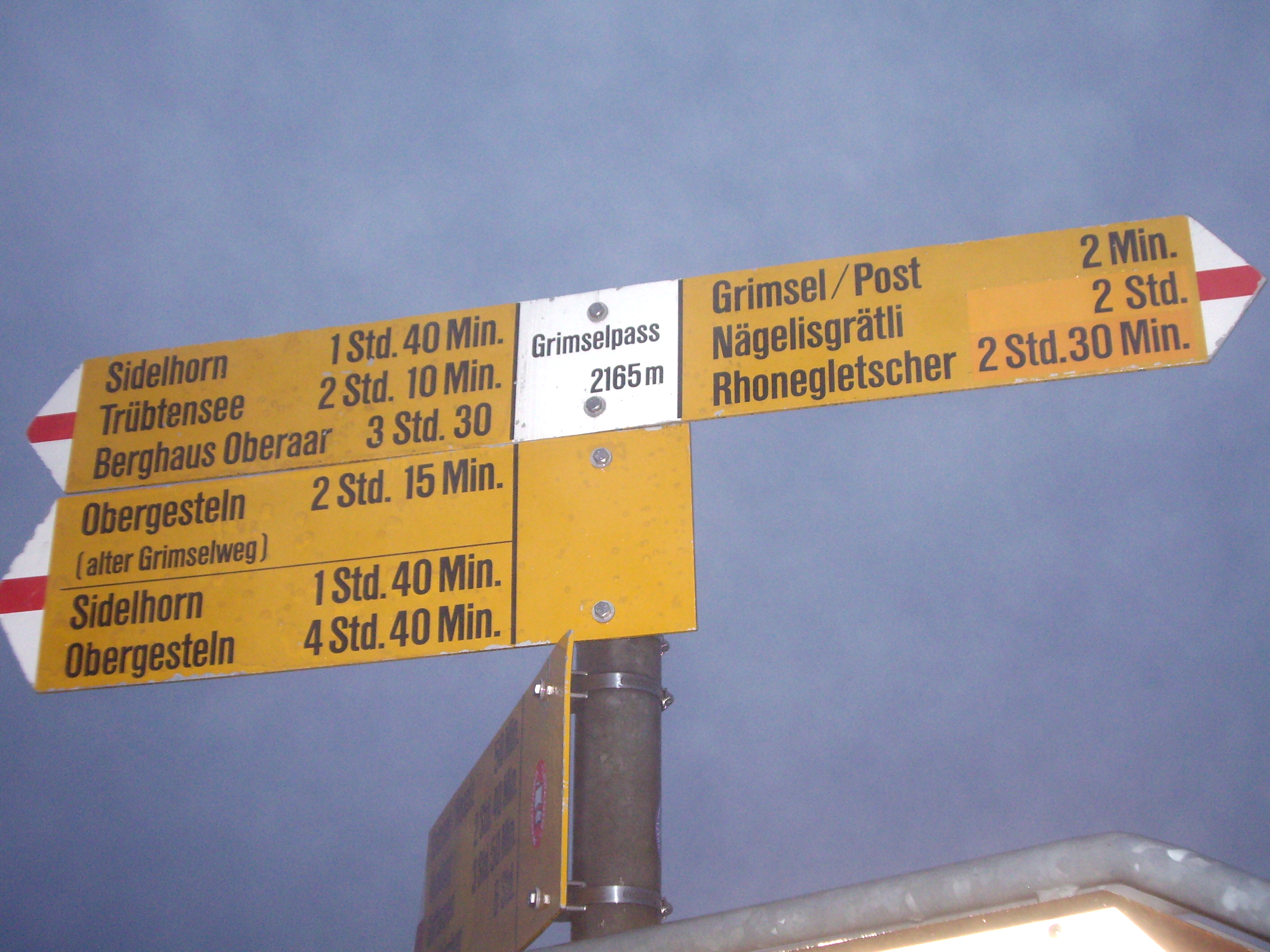
Znak drogowy na przełęczy
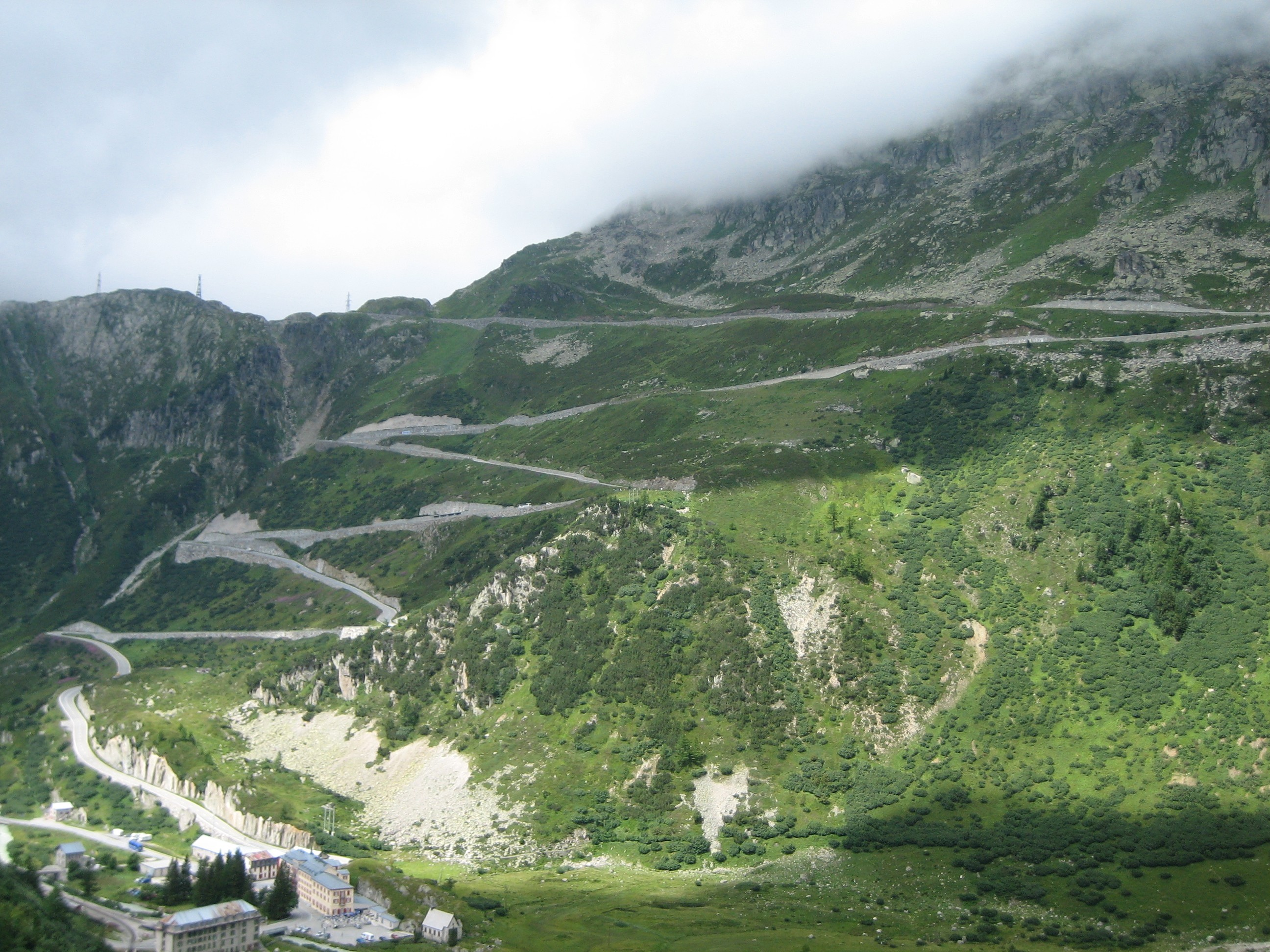
Droga na przełęcz od strony Gletsch
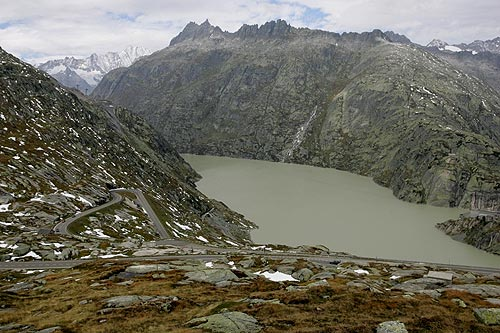
Widok na Grimselsee